# Гулув (Нижньосілезьке воєводство)
Гулув (пол. Gułów, нім. Gaulau) — село в Польщі, у гміні Вйонзув Стшелінського повіту Нижньосілезького воєводства.
Населення — 245 осіб (2011).
У 1975-1998 роках село належало до Вроцлавського воєводства.

## Демографія
Демографічна структура станом на 31 березня 2011 року:
|          | Загалом | Допрацездатний вік | Працездатний вік | Постпрацездатний вік |
| -------- | ------- | ------------------ | ---------------- | -------------------- |
| Чоловіки | 126     | 27                 | 91               | 8                    |
| Жінки    | 119     | 23                 | 66               | 30                   |
| Разом    | 245     | 50                 | 157              | 38                   |